# Mazzer
Mazzer est un village de la commune d'Igli, situé à environ 20 km au sud d'Igli et à 170 km au sud de Béchar.